# Coupe d'Italie de football 1997-1998
Navigation
Coupe d'Italie 1996-1997 Coupe d'Italie 1998-1999
La Coupe d'Italie de football 1997-1998, est la 51e édition de la Coupe d'Italie.

## Déroulement de la compétition

### Participants

#### Serie A
Les 18 clubs de Serie A sont engagés en Coupe d'Italie.

#### Serie B
Les 20 clubs de Serie B sont engagés en Coupe d'Italie.

#### Serie C1
10 des 36 clubs de Serie C1 sont engagés en Coupe d'Italie.

### Calendrier
| Phase              | Tour            | Aller                    | Retour                     |
| ------------------ | --------------- | ------------------------ | -------------------------- |
| Phase préliminaire | 1er tour        | 16 - 17 août 1997        | 24 août 1997               |
| Phase finale       | 1/16e de finale | 2 - 3 - 4 septembre 1997 | 24 - 25 septembre 1997     |
| Phase finale       | 1/8e de finale  | 15 - 16 octobre 1997     | 18 - 19 - 20 novembre 1997 |
| Phase finale       | 1/4 de finale   | 6 - 7 - 8 janvier 1998   | 20 - 21 - 22 janvier 1998  |
| Phase finale       | 1/2 finales     | 18 - 19 février 1998     | 11 - 12 mars 1998          |
| Phase finale       | Finale          | 8 avril 1998             | 29 avril 1998              |

## Résultats

### Premier tour
| Division      | Club                | Aller | Total | Retour | Club                    | Division     |
| ------------- | ------------------- | ----- | ----- | ------ | ----------------------- | ------------ |
| Serie C1 (D3) | US Brescello        | 4 - 1 | 5 - 2 | 1 - 1  | AS Lucchese Libertas    | Serie B (D2) |
| Serie C1 (D3) | AC Cesena           | 0 - 0 | 0 - 1 | 0 - 1  | US Lecce                | Serie A (D1) |
| Serie B (D2)  | Ancône Calcio       | 2 - 1 | 2 - 3 | 0 - 2  | Pescara Calcio          | Serie B (D2) |
| Serie B (D2)  | AC Chievo Vérone    | 0 - 0 | 1 - 2 | 1 - 2  | Castel di Sangro Calcio | Serie B (D2) |
| Serie C1 (D3) | SS Atletico Catane  | 0 - 1 | 0 - 4 | 1 - 3  | Hellas Vérone FC        | Serie B (D2) |
| Serie C1 (D3) | US Città di Palerme | 1 - 2 | 1 - 2 | 0 - 0  | Reggina Calcio          | Serie B (D2) |
| Serie C1 (D3) | AC Savoia 1908      | 0 - 0 | 1 - 3 | 1 - 3  | AC Pérouse              | Serie B (D2) |
| Serie B (D2)  | AS Fidelis Andria   | 2 - 1 | 5 - 3 | 3 - 2  | Calcio Padoue           | Serie B (D2) |
| Serie C1 (D3) | Cosenza Calcio      | 0 - 0 | 2 - 3 | 2 - 3  | Foggia Calcio           | Serie B (D2) |
| Serie C1 (D3) | US Nocerina         | 2 - 2 | 3 - 3 | 1 - 1  | Cagliari Calcio         | Serie B (D2) |
| Serie C1 (D3) | Côme Calcio         | 4 - 2 | 4 - 5 | 0 - 3  | Torino Calcio           | Serie B (D2) |
| Serie B (D2)  | Trévise FBC         | 1 - 2 | 1 - 4 | 0 - 2  | AC Reggiana             | Serie B (D2) |
| Serie B (D2)  | Calcio Monza        | 1 - 1 | 1 - 2 | 0 - 1  | Genoa 1893              | Serie B (D2) |
| Serie C1 (D3) | US Cremonese        | 0 - 1 | 1 - 5 | 1 - 4  | US Ravenne              | Serie B (D2) |
| Serie B (D2)  | Salernitana Sport   | 1 - 1 | 1 - 2 | 0 - 1  | AS Bari                 | Serie A (D1) |
| Serie C1 (D3) | AC Carpi            | 0 - 1 | 0 - 1 | 0 - 0  | AC Venise               | Serie B (D2) |

### Seizièmes de finale
| Division      | Club                    | Aller | Total | Retour | Club             | Division     |
| ------------- | ----------------------- | ----- | ----- | ------ | ---------------- | ------------ |
| Serie C1 (D3) | US Brescello            | 1 - 1 | 1 - 5 | 0 - 4  | Juventus FC      | Serie A (D1) |
| Serie A (D1)  | US Lecce                | 2 - 1 | 3 - 2 | 1 - 1  | Empoli FC        | Serie A (D1) |
| Serie B (D2)  | Pescara Calcio          | 0 - 1 | 3 - 3 | 3 - 2  | Vicence Calcio   | Serie A (D1) |
| Serie B (D2)  | Castel di Sangro Calcio | 0 - 2 | 1 - 4 | 1 - 2  | AC Fiorentina    | Serie A (D1) |
| Serie A (D1)  | AS Rome                 | 5 - 3 | 7 - 4 | 2 - 1  | Hellas Vérone FC | Serie B (D2) |
| Serie B (D2)  | Reggina Calcio          | 1 - 2 | 1 - 6 | 0 - 4  | Udinese Calcio   | Serie A (D1) |
| Serie B (D2)  | AC Pérouse              | 3 - 2 | 4 - 4 | 1 - 2  | SSC Naples       | Serie A (D1) |
| Serie B (D2)  | AS Fidelis Andria       | 0 - 3 | 2 - 6 | 2 - 3  | SS Lazio         | Serie A (D1) |
| Serie B (D2)  | Foggia Calcio           | 0 - 1 | 2 - 4 | 2 - 3  | FC Inter Milan   | Serie A (D1) |
| Serie B (D2)  | Cagliari Calcio         | 3 - 2 | 4 - 4 | 1 - 2  | Plaisance FC     | Serie A (D1) |
| Serie B (D2)  | Torino Calcio           | 2 - 1 | 3 - 4 | 1 - 3  | UC Sampdoria     | Serie A (D1) |
| Serie A (D1)  | Milan AC                | 0 - 0 | 2 - 0 | 2 - 0  | AC Reggiana      | Serie B (D2) |
| Serie B (D2)  | Genoa 1893              | 3 - 0 | 3 - 4 | 0 - 4  | Atalanta BC      | Serie A (D1) |
| Serie B (D2)  | US Ravenne              | 0 - 5 | 2 - 7 | 2 - 2  | Bologne FC 1909  | Serie A (D1) |
| Serie A (D1)  | AS Bari                 | 1 - 0 | 2 - 1 | 1 - 1  | Brescia Calcio   | Serie A (D1) |
| Serie B (D2)  | AC Venise               | 3 - 2 | 4 - 5 | 1 - 3  | Parme AS         | Serie A (D1) |

### Huitièmes de finale
| Division     | Club           | Aller | Total | Retour              | Club            | Division     |
| ------------ | -------------- | ----- | ----- | ------------------- | --------------- | ------------ |
| Serie A (D1) | Juventus FC    | 2 - 0 | 3 - 0 | 1 - 0               | US Lecce        | Serie A (D1) |
| Serie A (D1) | AC Fiorentina  | 1 - 0 | 3 - 2 | 2 - 2               | Pescara Calcio  | Serie B (D2) |
| Serie A (D1) | Udinese Calcio | 2 - 2 | 3 - 4 | 1 - 2               | AS Rome         | Serie A (D1) |
| Serie A (D1) | SS Lazio       | 4 - 0 | 4 - 3 | 0 - 3               | SSC Naples      | Serie A (D1) |
| Serie A (D1) | Plaisance FC   | 0 - 3 | 1 - 3 | 1 - 0               | FC Inter Milan  | Serie A (D1) |
| Serie A (D1) | Milan AC       | 3 - 2 | 5 - 3 | 2 - 1               | UC Sampdoria    | Serie A (D1) |
| Serie A (D1) | Atalanta BC    | 3 - 1 | 4 - 4 | 1 - 3 a.p., 3-1 tab | Bologne FC 1909 | Serie A (D1) |
| Serie A (D1) | Parme AS       | 2 - 1 | 3 - 1 | 1 - 0               | AS Bari         | Serie A (D1) |

### Quarts de finale
| Division     | Club          | Aller | Total | Retour | Club           | Division     |
| ------------ | ------------- | ----- | ----- | ------ | -------------- | ------------ |
| Serie A (D1) | AC Fiorentina | 2 - 2 | 2 - 2 | 0 - 0  | Juventus FC    | Serie A (D1) |
| Serie A (D1) | SS Lazio      | 4 - 1 | 6 - 2 | 2 - 1  | AS Rome        | Serie A (D1) |
| Serie A (D1) | Milan AC      | 5 - 0 | 5 - 1 | 0 - 1  | FC Inter Milan | Serie A (D1) |
| Serie A (D1) | Parme AS      | 1 - 0 | 2 - 1 | 1 - 1  | Atalanta BC    | Serie A (D1) |

### Demi-finales
| Division     | Club        | Aller | Total | Retour | Club     | Division     |
| ------------ | ----------- | ----- | ----- | ------ | -------- | ------------ |
| Serie A (D1) | Milan AC    | 0 - 0 | 2 - 2 | 2 - 2  | Parme AS | Serie A (D1) |
| Serie A (D1) | Juventus FC | 0 - 1 | 2 - 3 | 2 - 2  | SS Lazio | Serie A (D1) |

### Finale
| Division     | Club     | Aller | Total | Retour | Club     | Division     |
| ------------ | -------- | ----- | ----- | ------ | -------- | ------------ |
| Serie A (D1) | Milan AC | 1 - 0 | 2 - 3 | 1 - 3  | SS Lazio | Serie A (D1) |